# Herbert Kalmus
Herbert Kalmus (ur. 9 listopada 1881 w Chelsea w stanie Massachusetts, zm. 11 lipca 1963) – amerykański naukowiec i inżynier, który odegrał kluczową rolę w rozwoju ruchu kolorowego obrazu filmowego.

## Wyróżnienia
Posiada swoją gwiazdę na Hollywoodzkiej Alei Gwiazd.